# 布盧明代爾鎮區 (伊利諾伊州杜佩奇縣)
布盧明代爾鎮區（英語：Bloomingdale Township）是位於美國伊利諾伊州杜佩奇縣的一個行政鎮區。

## 地方資料
根據2010年美國人口普查的數據，布盧明代爾鎮區的面積為91.40平方千米，當中陸地面積為88.10平方千米，而水域面積為3.30平方千米。當地共有人口112158人，而人口密度為每平方千米1,227.11人。